# Калинин К-7
Калинин К-7 (рус. Калинин К-7) је био експериментални тешки авион, дизајниран и тестиран у Совјетском Савезу током раних тридесетих година двадесетог века.
К-7 је имао неоубичајну конфигурацију, са вертикалним стабилизатором на репу и огромне љускаста исподкрилна кућишта која су била причвршћена за подвозје авиона и топовску куполу. У цивилној верзији седишта су била смештена унутар простора од 2,3 метара између зидова крила
Авионски склоп је био направљен од KhMA 41xx гвожђа мешавине хрома и молибдена. Оригинални дизајн је захтевао шест мотора на крилима, али када се приметило да је пројектована тежина већа од предвиђене додата су још два мотора. У књизи В. Немечека, Историја Совјетске авијације од 1918., се наводи да је дотат само један мотор, што и одговара у наведеној спецификацији.
К-7 је први пут полетео 11. августа 1933. године. После тога следећи лет је био 21. новембра исте године, када се авион распао услед структуралног колапса једног од репних стабилизатора, убивши 14 чланова посаде и једног на земљи. Сумњало се и на саботажу. Два прототипа су још била наручена током 1933. године, али су отказана 1935. године пре него што су била завршена.